# Verônica de Jerusalém
Santa Verônica ou Berenice, de acordo com o "Acta Sanctorum" publicado pelos bolandistas, foi uma mulher piedosa de Jerusalém que, comovida com o sofrimento de Jesus ao carregar a cruz até o Gólgota, deu-lhe seu véu para que ele pudesse limpar seu rosto. Jesus aceitou a oferta e, após utilizá-lo,devolveu-o à Verônica. E então, a imagem de seu rosto estava milagrosamente impresso nele. Este véu é conhecido como "Véu de Verônica".

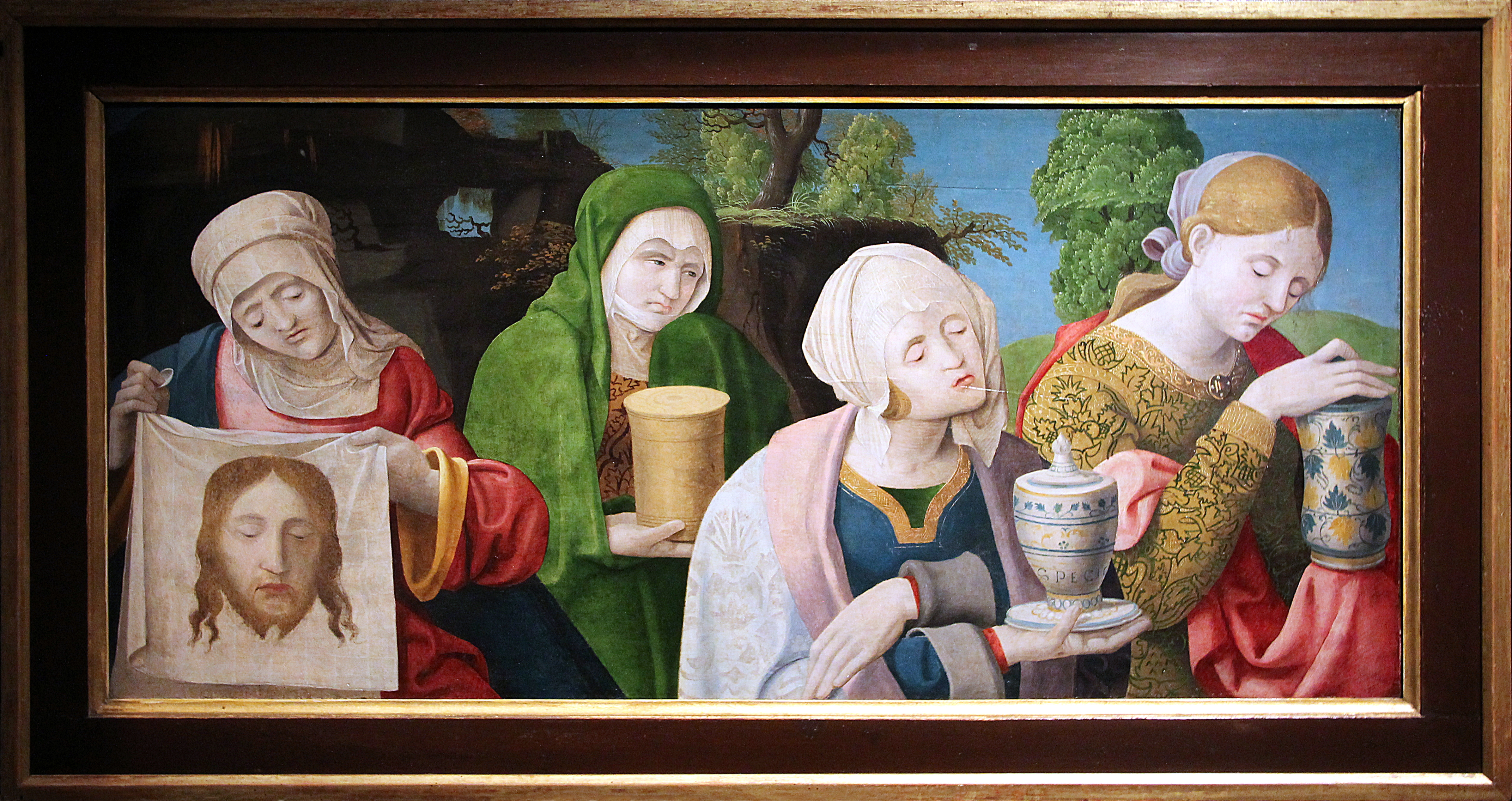
Hôtel Dieu de Cluny (Saône-et-Loire) ~ 1430.

O nome "Verônica" em si é uma forma latinizada de Berenice, um nome macedônio que significa "portador da vitória" (correspondente à em grego:  phere-nikē). A etimologia popular atribui sua origem às palavras para "verdade" (em latim: vera) e "imagem" (em grego:  eikon), inclusive a Enciclopédia Católica.

## A origem do relato
A Encyclopaedia Britannica diz o seguinte sobre a relato:
| “ | Eusébio conta como em Cesareia de Filipe vivia uma mulher a quem Cristo havia curado de um problema de hemorragia (Mateus 9:20–22). A lenda não demorou em dar a ela um nome. No ocidente, ela foi identificada com Marta de Betânia. No oriente, ela foi chamada de Berenike, ou Beronike, o nome aparecendo em obras tão antigas quanto os "Atos de Pilatos", cuja primeira versão é do século IV. É interessante notar que a divertida derivação do nome Verônica das palavras Vera e Icon (eikon) "verdadeira imagem" também é antiga e aparece em "Otia Imperialia" (iii, 25) de Gervásio de Tilbury (fl. 1211), que diz: "Est ergo Veronica pictura Domini vera." | ” |
|   | — História Eclesiástica (vii, 18 ), Eusébio de Cesareia. |   |

A Enciclopédia Católica de 1913 diz o seguinte sobre o crescimento do relato:
| “ | A crença na existência de imagens autênticas de Cristo está ligada com a velha lenda do rei de Edessa, Abgar, e o texto apócrifo conhecido como "Mors Pilati" ("A morte de Pôncio Pilatos"). Para distiguir em Roma a mais conhecida e mais antiga destas imagens, ela foi chamada de vera icon (imagem verdadeira), que na língua comum se transformou em "verônica". É assim referenciada em diversos textos medievais mencionados pelos bolandistas (ex.: um antigo missal de Augsburgo tem um missa "De S. Veronica seu Vultus Domini", ou "Santa Verônica, a Face do Senhor") e Mateus de Westminster fala de uma impressão da imagem do Salvador que é chamada de Veronica: "Effigies Domenici vultus quae Veronica nuncupatur" ("Éfige da face do Senhor que é chamada de Veronica"). Gradualmente, a imaginação popular tomou a palavra como sendo o nome de uma pessoa e ligou a ela uma série de lendas que variam de acordo com o país. | ” |
|   | — Enciclopédia Católica . |   |

A referência ao rei Abgar está relacionada à uma lenda muito similar ao relato, popular no oriente, chamada Imagem de Edessa, e ligada às tradições de São Tadeu.

## O relato de Verônica

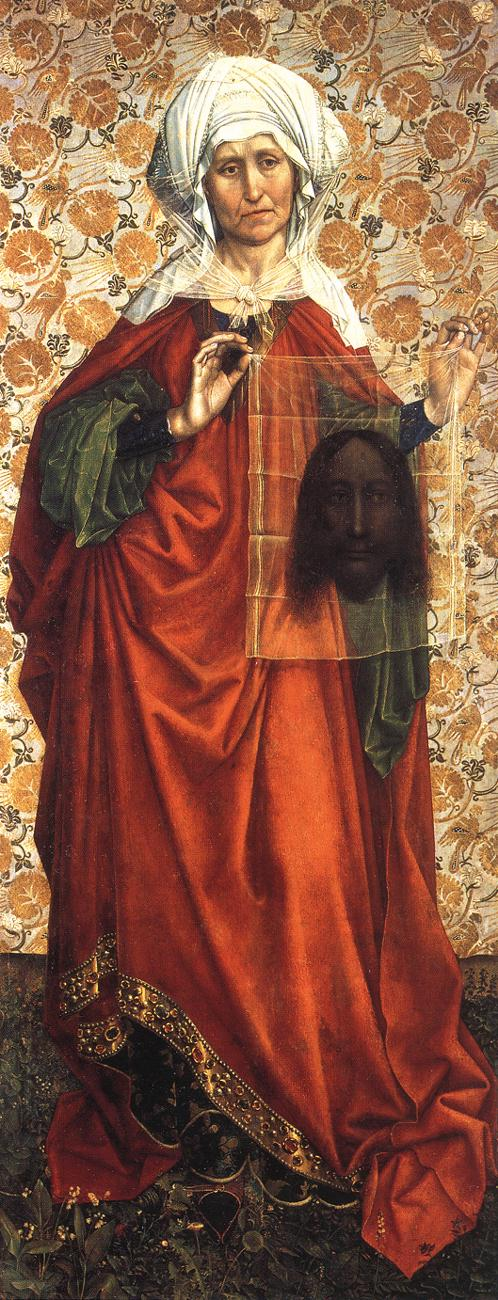
Santa Verônica.
De Robert Campin, atualmente no Stдdelsches Kunstinstitut, Francoforte

Não há referência à história de Santa Verônica e seu véu nos Evangelhos canônicos. A história que chega mais perto é o milagre já relatado sobre a mulher que foi curada de uma hemorragia em Mateus 9:20–22 e Lucas 8:43–48. O nome dela foi identificado como sendo Verônica nos Atos de Pilatos, uma obra apócrifa do século IV. A história foi depois mais elaborada com a adição da história de Cristo dando a ela um auto-retrato num tecido com o qual ela posteriormente curou o imperador romano Tibério ("Cura de Tibério"). A ligação disto com Jesus carregando a cruz na Paixão e a aparição milagrosa da imagem só ocorreu por volta de 1380, num livro internacionalmente famoso na época chamado de "Meditações sobre a vida de Cristo"
A história de Verônica é celebrada na sexta estação da Via Crúcis..
De acordo com a Enciclopédia Católica, o Véu de Verônica era considerado nos tempos medievais como a imagem verdadeira, a representação de Jesus anterior ao Sudário de Turim.

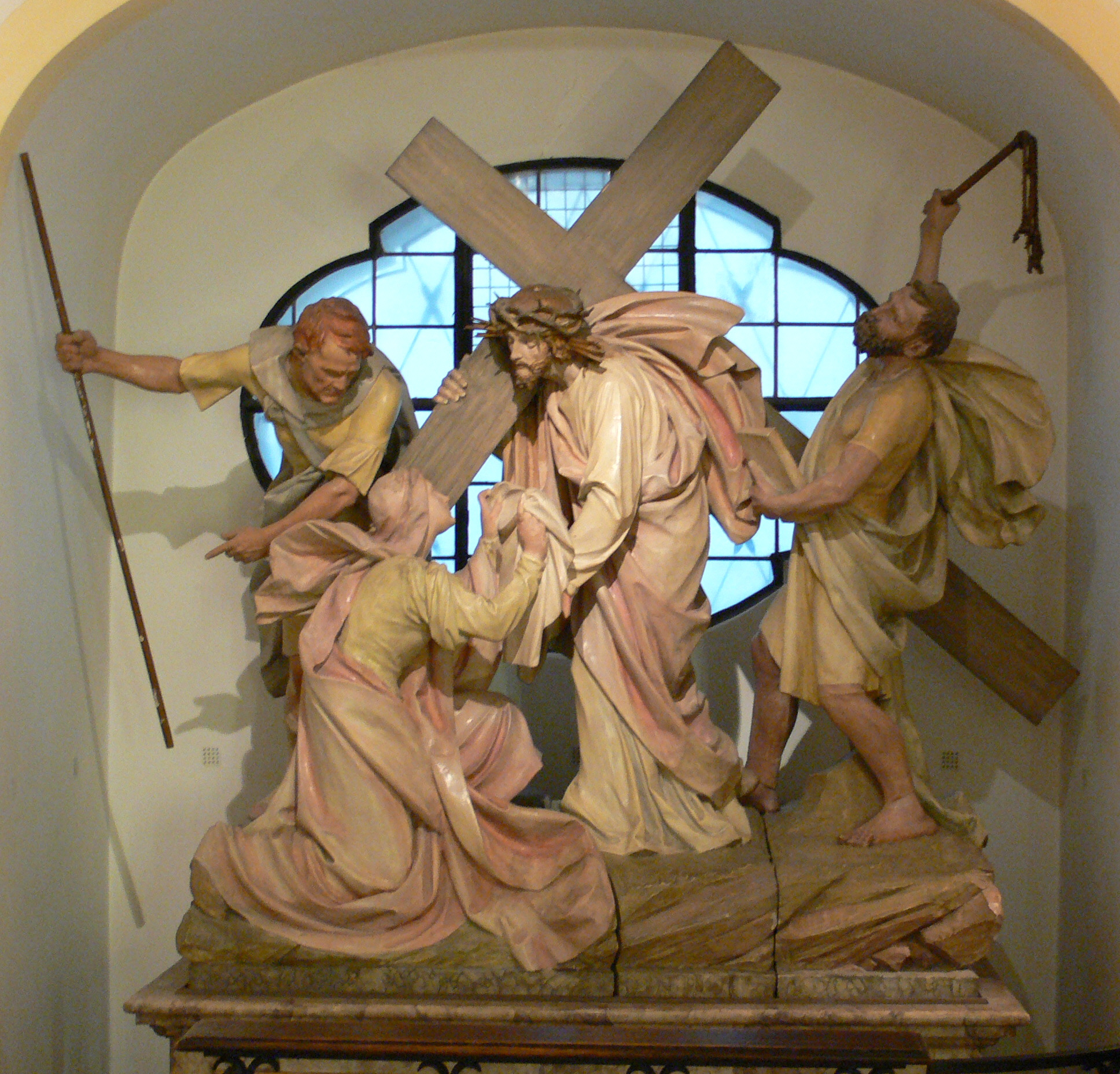
Sexta estação.
Século XIX.

Santa Verônica foi mencionada nas visões de Jesus pela irmã Maria de São Pedro, uma freira carmelita que viveu em Tours, na França, e iniciou a devoção da Santa Face de Jesus. Em 1844, a irmã Maria relatou que numa visão, ela viu Santa Verônica limpando o cuspe e a poeira da face de Jesus com seu véu no caminho do Calvário. Ela afirmou ainda que os atos sacrílegos e blasfemos de hoje em dia estão adicionando cuspe e poeira no rosto de Jesus. De acordo com ela, Jesus teria pedido a devoção de sua Face Sagrada como reparação, que seriam então comparáveis ao ato de Verônica limpando o rosto de Jesus. 
A devoção à Santa Face de Jesus terá sido aprovada pelo Papa Leão XIII em 1885 e novamente por Pio XII em 1958.
Santa Verônica é comemorada na "Terça-feira gorda", a terça-feira antes da quarta-feira de cinzas, o mesmo dia da comemoração da Santa Face.

## Verônica na cultura popular
No filme de Mel Gibson, A Paixão de Cristo (2004) inclui um episódio de Verônica limpando o rosto de Jesus, ainda que ela não seja mencionada nominalmente no filme (ela foi creditada como "Seraphia").